# جین چرست
ژان شاره (فرانسوی: Jean Charest‎؛ زاده ۲۴ ژوئن ۱۹۵۸) یک سیاست‌مدار اهل کانادا است.